# NGC 7392
NGC 7392 је спирална галаксија у сазвежђу Водолија која се налази на NGC листи објеката дубоког неба.
Деклинација објекта је - 20° 36' 31" а ректасцензија 22h 51m 48,6s. Привидна величина (магнитуда) објекта NGC 7392 износи 11,8 а фотографска магнитуда 12,6. Налази се на удаљености од 43,903 милиона парсека од Сунца. NGC 7392 је још познат и под ознакама ESO 603-22, MCG -4-53-40, PGC 69887.